# Protichneumon fusorius
Protichneumon fusorius är en stekelart som först beskrevs av Carl von Linné 1761.  Protichneumon fusorius ingår i släktet Protichneumon och familjen brokparasitsteklar. Arten är reproducerande i Sverige.

## Underarter
Arten delas in i följande underarter:
- P. f. anceyi
- P. f. obscuratus
- P. f. persicus